# 托爾比亞克橋

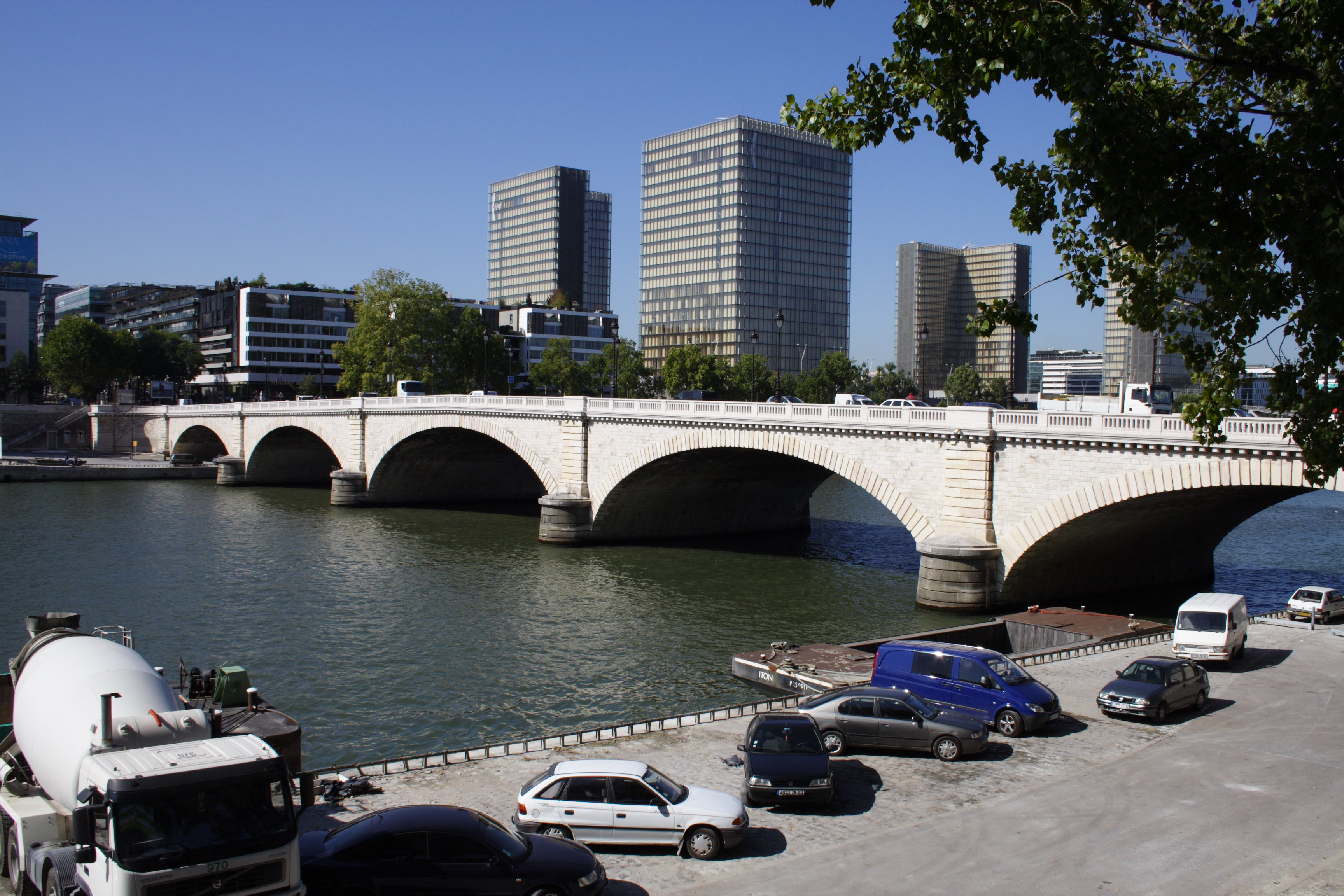
托爾比亞克橋

托爾比亞克橋（法語：Pont de Tolbiac，發音：[pɔ̃ də tɔlbjak]）是位於法國巴黎塞納河上的一座橋樑。托爾比亞克橋是一座石拱橋，由5個拱形組成。托爾比亞克橋全長168米，於1882年完工。

## 外部連結
- （法文） Mairie de Paris
- （法文） Structurae （页面存档备份，存于）